# Jura, Skottland
Jura är en ö i den skotska ögruppen inre Hebriderna och ligger endast ett par hundra meter norr om orten Port Askaig på ön Islay, som är den sydligaste ön i inre Hebriderna. Den ligger i kommunen Argyll and Bute och riksdelen Skottland, i den nordvästra delen av landet, 600 km nordväst om huvudstaden London. Arean är 367 kvadratkilometer. Bilfärja till Jura avgår varje dag regelbundet från Port Askaig.
Whiskyn Isle of Jura tillverkas på ön.
Författaren George Orwell bodde på ön medan han var döende i tuberkulos och skrev romanen 1984. 
Det var också på Jura som filmen K Foundation Burn a Million Quid spelades in, i vilken medlemmarna i KLF brände en miljon pund i kontanter.

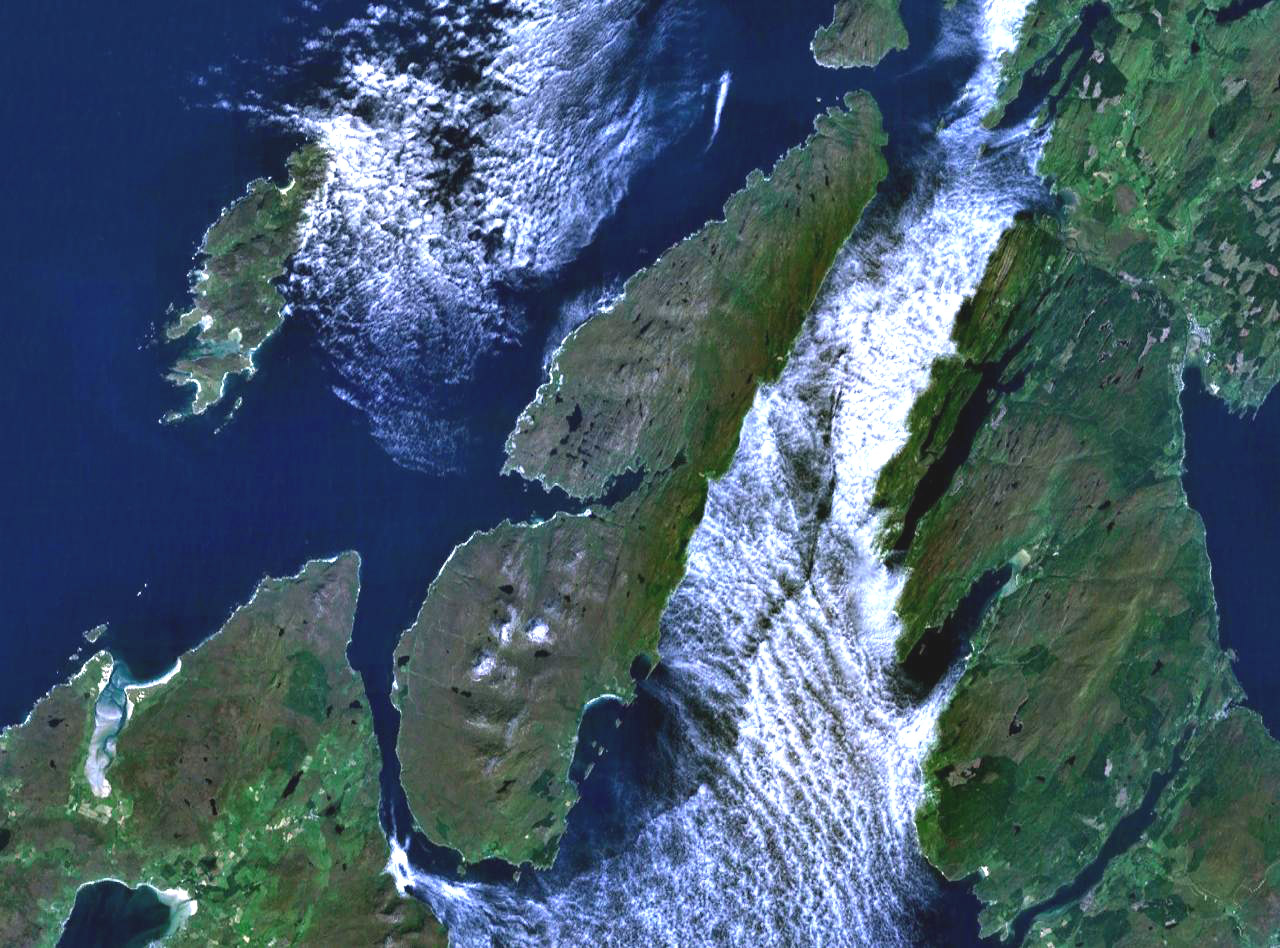
Satellitbild av Jura

Terrängen på Jura är lite kuperad. Öns högsta punkt är 765 meter över havet. Den sträcker sig 39,9 kilometer i nord-sydlig riktning, och 25,5 kilometer i öst-västlig riktning.
Följande samhällen finns på Jura:
- Craighouse
- Ardfernal
- Ardfin
- Ardlussa
- Ardmenish
- Cabrach
- Feolin Ferry
- Inverlussa
- Keils
- Kinuachdrachd
- Knockrome
- Lagg
- Lealt
- Leargybreck
- Lussagiven
- Tarbert